# A Dallas Stars 2010–2011-es szezonja
A Dallas Stars egy profi jégkorongcsapat az észak-amerikai National Hockey League-ben és a 2010–2011-es szezon a 18. az alapításuk óta. Az előző szezonhoz képest a csapatot felforgatták: elment a csapat legendája Mike Modano (ő a Detroit Red Wingsben folytatta a játékot, mert nem kapott szerződést a Starstól), valamint az évekig első számú kapus Marty Turco sem kapott szerződéshosszabbítást így a Chicago Blackhawkshoz igazolt. A csapatban sok régi név volt két-három nagy játékossal, de a többség fiatal játékos. A szezonkezdés október 8-án volt.

## Előszezon
| # | Dátum          | Otthon             | Eredmény | Idegenben           | Hossz. | Kapus             | Nézőszám | Tabella | Pont |
| 1 | Szeptember 21. | Dallas Stars       | 2 – 4    | Tampa Bay Lightning |        | Krahn/Raycroft    | 9527     | 0–1–0   | 0    |
| 2 | Szeptember 24. | Dallas Stars       | 2 – 1    | Colorado Avalanche  |        | Lehtonen          | 9118     | 1–1–0   | 2    |
| 3 | Szeptember 25. | Dallas Stars       | 5 – 2    | St. Louis Blues     |        | Krahn             | 9346     | 2–1–0   | 4    |
| 4 | Szeptember 28. | Colorado Avalanche | 2 – 1    | Dallas Stars        |        | Raycroft          | N/A      | 2–2–0   | 4    |
| 5 | Szeptember 30. | Dallas Stars       | 2 – 1    | Colorado Avalanche  |        | Lehtonen          | 10,028   | 3–2–0   | 6    |
| 6 | Október 2.     | St. Louis Blues    | 4 – 3    | Dallas Stars        | HV     | Raycroft/Lehtonen | 14,319   | 3–2–1   | 7    |

## Alapszakasz

### Divízió tabella
| Csendes-óceáni divízió | MSz | Gy | V  | HV | SzG | KG  | P   |
| ---------------------- | --- | -- | -- | -- | --- | --- | --- |
| Y – San Jose Sharks    | 82  | 48 | 25 | 9  | 248 | 213 | 105 |
| X – Anaheim Ducks      | 82  | 47 | 30 | 5  | 239 | 235 | 99  |
| X – Phoenix Coyotes    | 82  | 43 | 26 | 13 | 231 | 226 | 99  |
| X – Los Angeles Kings  | 82  | 46 | 30 | 6  | 219 | 198 | 98  |
| Dallas Stars           | 82  | 42 | 29 | 11 | 227 | 233 | 95  |

### Főcsoport tabella
| #   | Nyugati főcsoport       | MSz | Gy | V  | HV | SzG | KG  | P   |
| --- | ----------------------- | --- | -- | -- | -- | --- | --- | --- |
| 1   | P – Vancouver Canucks   | 82  | 54 | 19 | 9  | 262 | 185 | 117 |
| 2   | Y – San Jose Sharks     | 82  | 45 | 25 | 9  | 248 | 213 | 105 |
| 3   | Y – Detroit Red Wings   | 82  | 47 | 25 | 10 | 261 | 241 | 104 |
| 4   | X – Anaheim Ducks       | 82  | 47 | 30 | 5  | 239 | 235 | 99  |
| 5   | X – Nashville Predators | 82  | 44 | 27 | 11 | 219 | 194 | 99  |
| 6   | X – Phoenix Coyotes     | 82  | 43 | 26 | 13 | 231 | 226 | 99  |
| 7   | X – Los Angeles Kings   | 82  | 46 | 30 | 6  | 219 | 198 | 98  |
| 8   | X – Chicago Blackhawks  | 82  | 44 | 29 | 9  | 258 | 225 | 97  |
| 8.5 |                         |     |    |    |    |     |     |     |
| 9   | Dallas Stars            | 82  | 42 | 29 | 11 | 227 | 233 | 95  |
| 10  | Calgary Flames          | 82  | 41 | 29 | 12 | 250 | 237 | 94  |
| 12  | St. Louis Blues         | 82  | 38 | 33 | 11 | 240 | 236 | 87  |
| 13  | Minnesota Wild          | 82  | 39 | 25 | 8  | 206 | 233 | 86  |
| 11  | Columbus Blue Jackets   | 82  | 34 | 35 | 13 | 215 | 258 | 81  |
| 14  | Colorado Avalanche      | 82  | 30 | 44 | 8  | 227 | 288 | 68  |
| 15  | Edmonton Oilers         | 82  | 25 | 45 | 12 | 193 | 269 | 62  |

### Mérkőzések

#### Október
| #  | Dátum       | Otthon              | Eredmény | Idegenben           | Hossz. | Kapus             | Nézőszám | Tabella | Pont |
| 1  | Október 8.  | New Jersey Devils   | 3 – 4    | Dallas Stars        | HGy    | Lehtonen          | 17,625   | 1–0–0   | 2    |
| 2  | Október 9.  | New York Islanders  | 4 – 5    | Dallas Stars        | SO     | Lehtonen          | 13,351   | 2–0–0   | 4    |
| 3  | Október 14. | Dallas Stars        | 4 – 1    | Detroit Red Wings   |        | Lehtonen          | 18,532   | 3–0–0   | 6    |
| 4  | Október 16. | Dallas Stars        | 3 – 2    | St. Louis Blues     | SO     | Lehtonen          | 11,750   | 4–0–0   | 8    |
| 5  | Október 18. | Tampa Bay Lightning | 5 – 4    | Dallas Stars        |        | Lehtonen          | 13,277   | 4–1–0   | 8    |
| 6  | Október 21. | Florida Panthers    | 1 – 4    | Dallas Stars        |        | Lehtonen          | 11,580   | 5–1–0   | 10   |
| 7  | Október 23. | Dallas Stars        | 0 – 1    | Nashville Predators |        | Lehtonen          | 13,583   | 5–2–0   | 10   |
| 8  | Október 26. | Dallas Stars        | 2 – 5    | Anaheim Ducks       |        | Lehtonen          | 12,378   | 5–3–0   | 10   |
| 9  | Október 28. | Dallas Stars        | 2 – 5    | Los Angeles Kings   |        | Lehtonen/Raycroft | 11,306   | 5–4–0   | 10   |
| 10 | Október 30. | Dallas Stars        | 4 – 0    | Buffalo Sabres      |        | Raycroft          | 15,015   | 6–4–0   | 12   |

#### November
| #  | Dátum        | Otthon              | Eredmény | Idegenben           | Hossz. | Kapus    | Nézőszám | Tabella | Pont |
| 11 | November 3.  | Dallas Stars        | 5 – 2    | Pittsburgh Penguins |        | Lehtonen | 15,637   | 7–4–0   | 14   |
| 12 | November 5.  | Dallas Stars        | 6 – 3    | Phoenix Coyotes     |        | Lehtonen | 12,255   | 8–4–0   | 16   |
| 13 | November 6.  | Colorado Avalanche  | 5 – 0    | Dallas Stars        |        | Raycroft | 16,172   | 8–5–0   | 16   |
| 14 | November 11. | Los Angeles Kings   | 3 – 1    | Dallas Stars        |        | Lehtonen | 18,118   | 8–6–0   | 16   |
| 15 | November 12. | Anaheim Ducks       | 4 – 2    | Dallas Stars        |        | Lehtonen | 13,831   | 8–7–0   | 16   |
| 16 | November 16. | Dallas Stars        | 2 – 1    | Anaheim Ducks       |        | Lehtonen | 13,443   | 9–7–0   | 18   |
| 17 | November 18. | Dallas Stars        | 5 – 4    | San Jose Sharks     | HGy    | Lehtonen | 14,720   | 10–7–0  | 20   |
| 18 | November 20. | Dallas Stars        | 3 – 4    | Colorado Avalanche  | SO     | Lehtonen | 17,441   | 10–7–1  | 21   |
| 19 | November 22. | Toronto Maple Leafs | 4 – 1    | Dallas Stars        |        | Lehtonen | 19,266   | 10–8–1  | 21   |
| 20 | November 24. | Ottawa Senators     | 1 – 2    | Dallas Stars        |        | Raycroft | 16,281   | 11–8–1  | 23   |
| 21 | November 26. | Dallas Stars        | 3 – 2    | St. Louis Blues     |        | Lehtonen | 16,675   | 12–8–1  | 25   |
| 22 | November 27. | St. Louis Blues     | 1 – 2    | Dallas Stars        |        | Lehtonen | 19,150   | 13–8–1  | 27   |
| 23 | November 29. | Carolina Hurricanes | 1 – 4    | Dallas Stars        |        | Lehtonen | 15,382   | 14–8–1  | 29   |

#### December
| #  | Dátum        | Otthon                | Eredmény | Idegenben           | Hossz. | Kapus             | Nézőszám | Tabella | Pont |
| 24 | December 2.  | Dallas Stars          | 2 – 1    | Washington Capitals |        | Raycroft          | 13,943   | 15–8–1  | 31   |
| 25 | December 4.  | Dallas Stars          | 4 – 3    | Minnesota Wild      | HGy    | Lehtonen          | 14,344   | 16–8–1  | 33   |
| 26 | December 6.  | Columbus Blue Jackets | 3 – 2    | Dallas Stars        | SO     | Lehtonen          | 10,932   | 16–8–2  | 34   |
| 27 | December 8.  | Chicago Blackhawks    | 5 – 3    | Dallas Stars        |        | Raycroft          | 21,184   | 16–9–2  | 34   |
| 28 | December 10. | Dallas Stars          | 2 – 1    | Carolina Hurricanes | SO     | Raycroft          | 13,012   | 17–9–2  | 36   |
| 29 | December 11. | Phoenix Coyotes       | 5 – 2    | Dallas Stars        |        | Raycroft/Bachman  | 11,410   | 17–10–2 | 36   |
| 30 | December 13. | San Jose Sharks       | 2 – 3    | Dallas Stars        | SO     | Raycroft          | 17,562   | 18–10–2 | 38   |
| 31 | December 16. | Dallas Stars          | 3 – 4    | San Jose Sharks     | HV     | Lehtonen          | 14,899   | 18–10–3 | 39   |
| 32 | December 18. | Columbus Blue Jackets | 1 – 2    | Dallas Stars        |        | Lehtonen          | 13,973   | 19–10–3 | 41   |
| 33 | December 19. | Detroit Red Wings     | 3 – 4    | Dallas Stars        | HGy    | Raycroft          | 20,066   | 20–10–3 | 43   |
| 34 | December 21. | Dallas Stars          | 5 – 2    | Montreal Canadiens  |        | Lehtonen          | 17,805   | 21–10–3 | 45   |
| 35 | December 23. | Dallas Stars          | 2 – 3    | Calgary Flames      | SO     | Lehtonen          | 15,520   | 21–10–4 | 46   |
| 36 | December 26. | Dallas Stars          | 0 – 1    | Phoenix Coyotes     |        | Lehtonen          | 17,515   | 21–11–4 | 46   |
| 37 | December 28. | Nashville Predators   | 2 – 4    | Dallas Stars        |        | Raycroft          | 17,113   | 22–11–4 | 48   |
| 38 | December 29. | Dallas Stars          | 3 – 7    | Detroit Red Wings   |        | Lehtonen          | 18,532   | 22–12–4 | 48   |
| 39 | December 31. | Dallas Stars          | 1 – 4    | Vancouver Canucks   |        | Lehtonen/Raycroft | 17,733   | 22–13–4 | 48   |

#### Január
| #  | Dátum      | Otthon             | Eredmény | Idegenben         | Hossz. | Kapus             | Nézőszám | Tabella | Pont |
| 40 | Január 2.  | St. Louis Blues    | 2 – 4    | Dallas Stars      |        | Lehtonen          | 19,150   | 23–13–4 | 50   |
| 41 | Január 5.  | Chicago Blackhawks | 2 – 4    | Dallas Stars      |        | Lehtonen          | 21,245   | 24–13–4 | 52   |
| 42 | Január 7.  | Dallas Stars       | 2 – 3    | New York Rangers  | SO     | Lehtonen          | 14,934   | 24–13–5 | 53   |
| 43 | Január 9.  | Minnesota Wild     | 0 – 4    | Dallas Stars      |        | Raycroft          | 18,082   | 25–13–5 | 55   |
| 44 | Január 11. | Dallas Stars       | 3 – 2    | Edmonton Oilers   |        | Lehtonen          | 12,463   | 26–13–5 | 57   |
| 45 | Január 15. | Dallas Stars       | 6 – 1    | Atlanta Thrashers |        | Lehtonen          | 17,702   | 27–13–5 | 59   |
| 46 | Január 17. | Dallas Stars       | 2 – 1    | Los Angeles Kings |        | Lehtonen          | 14,163   | 28–13–5 | 61   |
| 47 | Január 20. | Edmonton Oilers    | 2 – 4    | Dallas Stars      |        | Lehtonen          | 16,839   | 29–13–5 | 63   |
| 48 | Január 21. | Calgary Flames     | 7 – 4    | Dallas Stars      |        | Raycroft          | 19,289   | 29–14–5 | 63   |
| 49 | Január 24. | Vancouver Canucks  | 7 – 1    | Dallas Stars      |        | Lehtonen/Raycroft | 18,860   | 29–15–5 | 63   |
| 50 | Január 26. | Dallas Stars       | 3 – 1    | Edmonton Oilers   |        | Lehtonen          | 13,875   | 30–15–5 | 65   |

#### Február
| #  | Dátum       | Otthon              | Eredmény | Idegenben             | Hossz. | Kapus             | Nézőszám | Tabella | Pont |
| 51 | Február 1.  | Dallas Stars        | 1 – 4    | Vancouver Canucks     |        | Lehtonen          | 12,884   | 30–16–5 | 65   |
| 52 | Február 3.  | Boston Bruins       | 6 – 3    | Dallas Stars          |        | Raycroft/Lehtonen | 17,565   | 30–17–5 | 65   |
| 53 | Február 5.  | Philadelphia Flyers | 3 – 1    | Dallas Stars          |        | Lehtonen          | 19,881   | 30–18–5 | 65   |
| 54 | Február 9.  | Dallas Stars        | 2 – 3    | Phoenix Coyotes       | HV     | Lehtonen          | 11,448   | 30–18–6 | 66   |
| 55 | Február 11. | Dallas Stars        | 4 – 3    | Chicago Blackhawks    | SO     | Lehtonen          | 17,569   | 31–18–6 | 68   |
| 56 | Február 13. | Dallas Stars        | 1 – 2    | Columbus Blue Jackets |        | Lehtonen          | 16,377   | 31–19–6 | 68   |
| 57 | Február 15. | Edmonton Oilers     | 4 – 1    | Dallas Stars          |        | Lehtonen          | 16,839   | 31–20–6 | 68   |
| 58 | Február 16. | Calgary Flames      | 4 – 2    | Dallas Stars          |        | Raycroft/Lehtonen | 19,289   | 31–21–6 | 68   |
| 59 | Február 19. | Vancouver Canucks   | 5 – 2    | Dallas Stars          |        | Raycroft          | 18,860   | 31–22–6 | 68   |
| 60 | Február 22. | Dallas Stars        | 0 – 1    | New Jersey Devils     |        | Lehtonen          | 13,652   | 31–23–6 | 68   |
| 61 | Február 24. | Detroit Red Wings   | 1 – 4    | Dallas Stars          |        | Lehtonen          | 20,066   | 32–23–6 | 70   |
| 62 | Február 26. | Dallas Stars        | 3 – 2    | Nashville Predators   |        | Lehtonen          | 15,860   | 33–23–6 | 72   |

#### Március
| #  | Dátum       | Otthon              | Eredmény | Idegenben           | Hossz. | Kapus             | Nézőszám | Tabella  | Pont |
| 63 | Március 1.  | Phoenix Coyotes     | 2 – 3    | Dallas Stars        |        | Lehtonen          | 15,751   | 34–23–6  | 74   |
| 64 | Március 4.  | Anaheim Ducks       | 4 – 3    | Dallas Stars        | HV     | Lehtonen          | 12,883   | 34–23–7  | 75   |
| 65 | Március 5.  | San Jose Sharks     | 2 – 3    | Dallas Stars        |        | Lehtonen          | 17,562   | 35–23–7  | 77   |
| 66 | Március 7.  | Los Angeles Kings   | 3 – 4    | Dallas Stars        | HGy    | Lehtonen          | 18,118   | 36–23–7  | 79   |
| 67 | Március 9.  | Dallas Stars        | 3 – 4    | Calgary Flames      | SO     | Lehtonen          | 14,476   | 36–23–8  | 80   |
| 68 | Március 11. | Dallas Stars        | 4 – 0    | Minnesota Wild      |        | Lehtonen          | 14,545   | 37–23–8  | 82   |
| 69 | Március 13. | Dallas Stars        | 2 – 3    | Los Angeles Kings   |        | Lehtonen          | 15,627   | 37–24–8  | 82   |
| 70 | Március 15. | Dallas Stars        | 3 – 6    | San Jose Sharks     |        | Lehtonen          | 16,724   | 37–25–8  | 82   |
| 71 | Március 17. | Dallas Stars        | 5 – 0    | Chicago Blackhawks  |        | Lehtonen          | 14,830   | 38–25–8  | 84   |
| 72 | Március 19. | Dallas Stars        | 2 – 3    | Philadelphia Flyers | SO     | Lehtonen          | 17,652   | 38–25–9  | 85   |
| 73 | Március 23. | Dallas Stars        | 3 – 4    | Anaheim Ducks       | HV     | Lehtonen          | 16,021   | 38–25–10 | 86   |
| 74 | Március 26. | Nashville Predators | 4 – 2    | Dallas Stars        |        | Lehtonen          | 16,892   | 38–26–10 | 86   |
| 75 | Március 29. | Phoenix Coyotes     | 2 – 1    | Dallas Stars        | SO     | Lehtonen          | 12,541   | 38–26–11 | 87   |
| 76 | Március 31. | San Jose Sharks     | 6 – 0    | Dallas Stars        |        | Raycroft/Lehtonen | 17,562   | 38–27–11 | 87   |

#### Április
| #  | Dátum       | Otthon             | Eredmény | Idegenben             | Hossz. | Kapus    | Nézőszám | Tabella  | Pont |
| 77 | Április 2.  | Los Angeles Kings  | 3 – 1    | Dallas Stars          |        | Lehtonen | 18,118   | 38–28–11 | 87   |
| 78 | Április 3.  | Anaheim Ducks      | 3 – 4    | Dallas Stars          |        | Lehtonen | 16,424   | 39–28–11 | 89   |
| 79 | Április 5.  | Dallas Stars       | 3 – 0    | Columbus Blue Jackets |        | Lehtonen | 16,012   | 40–28–11 | 91   |
| 80 | Április 7.  | Dallas Stars       | 4 – 2    | Colorado Avalanche    |        | Lehtonen | 15,105   | 41–28–11 | 93   |
| 81 | Április 8.  | Colorado Avalanche | 2 – 3    | Dallas Stars          |        | Lehtonen | 14,037   | 42–28–11 | 95   |
| 82 | Április 10. | Minnesota Wild     | 5 – 3    | Dallas Stars          |        | Lehtonen | 18,504   | 42–29–11 | 95   |

## Rájátszás
A Dallas Stars nem jutott be a rájátszásba.

## Kanadai táblázat

### Mezőnyjátékosok
| Játékos             | MSz | G  | A  | P  | +/- | BP  |
| ------------------- | --- | -- | -- | -- | --- | --- |
| Brad Richards       | 72  | 28 | 49 | 77 | 1   | 24  |
| Loui Eriksson       | 79  | 27 | 46 | 73 | 10  | 8   |
| Mike Ribeiro        | 82  | 19 | 52 | 71 | -4  | 28  |
| Brenden Morrow      | 82  | 33 | 23 | 56 | -3  | 56  |
| Jamie Benn          | 69  | 22 | 34 | 56 | -5  | 52  |
| James Neal          | 59  | 21 | 18 | 39 | 8   | 60  |
| Steve Ott           | 82  | 12 | 20 | 32 | -9  | 183 |
| Stéphane Robidas    | 81  | 5  | 25 | 30 | -7  | 67  |
| Trevor Daley        | 82  | 8  | 19 | 27 | 7   | 34  |
| Jamie Langenbrunner | 39  | 5  | 13 | 18 | -3  | 29  |
| Alex Goligoski      | 23  | 5  | 10 | 15 | 0   | 12  |
| Adam Burish         | 63  | 8  | 6  | 14 | 2   | 91  |
| Jeff Woywitka       | 63  | 2  | 9  | 11 | 5   | 24  |
| Brandon Segal       | 46  | 5  | 5  | 10 | 0   | 46  |
| Niklas Grossmann    | 59  | 1  | 9  | 10 | 7   | 35  |
| Tom Wandell         | 75  | 7  | 2  | 9  | -5  | 14  |
| Kārlis Skrastiņš    | 74  | 3  | 5  | 8  | -1  | 38  |
| Toby Petersen       | 60  | 2  | 4  | 6  | -7  | 8   |
| Matt Niskanen       | 45  | 0  | 6  | 6  | -1  | 30  |
| Jason Williams      | 27  | 2  | 3  | 5  | -2  | 6   |
| Mark Fistric        | 57  | 2  | 3  | 5  | -10 | 44  |
| Brian Sutherby      | 51  | 2  | 2  | 4  | -10 | 58  |
| Krys Barch          | 44  | 2  | 1  | 3  | -7  | 80  |
| Tomáš Vincour       | 24  | 1  | 1  | 2  | -5  | 4   |
| Philip Larsen       | 6   | 0  | 2  | 2  | 1   | 0   |
| Aaron Gagnon        | 19  | 0  | 2  | 2  | -3  | 0   |
| Brad Lukowich       | 5   | 0  | 0  | 0  | 2   | 0   |
| Francis Wathier     | 3   | 0  | 0  | 0  | -2  | 0   |
| Raymond Sawada      | 1   | 0  | 0  | 0  | -1  | 0   |
| Travis Morin        | 3   | 0  | 0  | 0  | 0   | 0   |
| Colton Sceviour     | 1   | 0  | 0  | 0  | -1  | 0   |

### Kapusok
| Játékos         | MSz | JI   | Gy | V  | HV | KG  | KGÁ  | Lö   | VH%   | SO | G | A | B |
| --------------- | --- | ---- | -- | -- | -- | --- | ---- | ---- | ----- | -- | - | - | - |
| Kari Lehtonen   | 69  | 4119 | 34 | 24 | 11 | 175 | 2.55 | 2043 | .914  | 3  | 0 | 6 | 6 |
| Andrew Raycroft | 19  | 847  | 8  | 5  | 0  | 40  | 2.83 | 446  | 0.910 | 2  | 0 | 0 | 0 |
| Richard Bachman | 1   | 10   | 0  | 0  | 0  | 0   | 0.00 | 4    | 1.000 | 0  | 0 | 0 | 0 |

## Díjak, események, rekordok

### Díjak
| Alapszakasz   |                   |                  |
| Játékos       | Díj               | Dátum            |
| Loui Eriksson | NHL All-Star Gála | 2011. január 30. |
| Brad Richards | NHL All-Star Gála | 2011. január 30. |

### Mérföldkövek
A Dallas Starsnak a Detroit Red Wings elleni 2011. február 24-i alapszakasz mérkőzésen szerzett győzelme a 700. volt a csapat történetében.
| Alapszakasz         |                                 |                    |
| Játékos             | Mérföldkő                       | Dátum              |
| Toby Petersen       | 300. NHL-mérkőzés               | 2010. október 9.   |
| Loui Eriksson       | 100. NHL-assziszt               | 2010. október 16.  |
| James Neal          | 100. NHL-pont                   | 2010. október 21.  |
| Kārlis Skrastiņš    | 100. NHL-assziszt               | 2010. október 21.  |
| Loui Eriksson       | 300. NHL-mérkőzés               | 2010. október 28.  |
| Andrew Raycroft     | 8. NHL-shutout                  | 2010. október 30.  |
| Mike Ribeiro        | 300. NHL-assziszt               | 2010. november 3.  |
| Brenden Morrow      | 200. NHL-gól                    | 2010. november 5.  |
| Loui Eriksson       | 200. NHL-pont                   | 2010. november 5.  |
| Brad Richards       | 200. NHL-gól                    | 2010. november 16. |
| Mike Ribeiro        | 600. NHL-mérkőzés               | 2010. november 22. |
| Jamie Benn          | 100. NHL-mérkőzés               | 2010. november 26. |
| Aaron Gagnon        | Első NHL-pont Első NHL-assziszt | 2010. december 6.  |
| Jeff Woywitka       | 200. NHL-mérkőzés               | 2010. december 8.  |
| Richard Bachman     | Első NHL-mérkőzés               | 2010. december 11. |
| Adam Burish         | 200. NHL-mérkőzés               | 2010. december 16. |
| Brenden Morrow      | 700. NHL-mérkőzés               | 2010. december 19. |
| Loui Eriksson       | 100. NHL-gól                    | 2010. december 21. |
| Tom Wandell         | 100. NHL-mérkőzés               | 2010. december 29. |
| Andrew Raycroft     | 9. NHL-shutout                  | 2011. január 9.    |
| James Neal          | 200. NHL-mérkőzés               | 2011. január 15.   |
| Jamie Langenbrunner | 1000. NHL-mérkőzés              | 2011. január 17.   |
| Kārlis Skrastiņš    | 800. NHL-mérkőzés               | 2011. január 17.   |
| Travis Morin        | Első NHL-mérkőzés               | 2011. január 26.   |
| Stéphane Robidas    | 200. NHL-pont                   | 2011. január 26.   |
| Colton Sceviour     | Első NHL-mérkőzés               | 2011. február 5.   |
| Tomáš Vincour       | Első NHL-mérkőzés               | 2011. február 9.   |
| Brad Richards       | 700. NHL-pont                   | 2011. február 9.   |
| Stéphane Robidas    | 700. NHL-mérkőzés               | 2011. február 16.  |
| Steve Ott           | 100. NHL-assziszt               | 2011. február 24.  |
| Tomáš Vincour       | Első NHL-pont Első NHL-gól      | 2011. március 9.   |
| Kari Lehtonen       | 15. NHL-shutout                 | 2011. március 11.  |
| Tomáš Vincour       | Első NHL-assziszt               | 2011. március 17.  |
| Kari Lehtonen       | 16. NHL-shutout                 | 2011. március 17.  |
| Alex Goligoski      | 100. NHL-pont                   | 2011. március 23.  |
| Jamie Langenbrunner | 400. NHL-assziszt               | 2011. március 29.  |
| Kari Lehtonen       | 17. NHL-shutout                 | 2011. április 5.   |

### Rekordok
A Dallas Stars 95 pontos szezonja rekord beállítás, ami a legtöbb pontot szerző csapat, mely mégsem jutott be a rájátszásba.

## Játékoscserék

### Cserék
| Dátum             | Részletek                                                                                 | Részletek |
| 2010. június 26.  | A Colorado Avalanche-nek 3. körös draftjog (71. helyen kiválasztva) a 2010-es NHL-drafton | A Dallas Starsnak 3. körös draftjog (77. helyen kiválasztva) a 2010-es NHL-drafton 4. körös draftjog (109. hely) a 2010-es NHL-drafton |
| 2011. január 7.   | A New Jersey DevilsnekFeltéles 3. körös draftjog a 2011-es NHL-drafton                    | A Dallas Starsnak Jamie Langenbrunner                                                                                                  |
| 2011. január 13.  | A Toronto Maple LeafsnekFabian Brunnström                                                 | A Dallas Starsnak Mihail Stefanovics                                                                                                   |
| 2011. február 21. | A Pittsburgh Penguinsnak James Neal Matt Niskanen                                         | A Dallas Starsnak Alex Goligoski |

### Szerzett szabadügynökök
| Játékos               | Volt csapat         | Szerződés             |
| Severin Blindenbacher | Färjestad BK        | 1 év, 1.1125 millió $ |
| Jace Coyle            | Medicine Hat Tigers | 3 év, 1.61 millió $   |
| Adam Burish           | Chicago Blackhawks  | 2 év, 2.3 millió $    |
| Andrew Raycroft       | Vancouver Canucks   | 2 év, 1.3 millió $    |
| Travis Morin          | Texas Stars         | 1 év, 500,000 $       |
| Brad Lukowich         | Vancouver Canucks   | 1 év, 1 millió $      |
| Jason Williams        | Connecticut Whale   | 1 év, 500,000 $       |

### Elvesztett szabadügynökök
| Játékos           | Új csapat           | Szerződés            |
| Warren Peters     | Minnesota Wild      | 2 év, 1.075 millió $ |
| Matt Climie       | Phoenix Coyotes     | 1 év, 725,000 $      |
| Andrew Hutchinson | Pittsburgh Penguins | 1 év, 500,000 $      |
| Marty Turco       | Chicago Blackhawks  | 1 év, 1.3 millió $   |
| Mike Modano       | Detroit Red Wings   | 1 év, 1.25 millió $  |

### Visszavonulás miatt elvesztett játékos
| Játékos       |
| Jere Lehtinen |

### Igazolt játékosok
| Játékos           | Szerződés                                    |
| ----------------- | -------------------------------------------- |
| Kari Lehtonen     | 3 év, $10.65 millió (szerződés hosszabbítás) |
| Brent Krahn       | 1 és, $500,000                               |
| Krys Barch        | 2 év, $1.675 millió                          |
| Francis Wathier   | 2 év, $1.15 millió                           |
| Aaron Gagnon      | 1 év, $600,000                               |
| Scott Glennie     | 3 év, alapszerződés                          |
| Maxime Fortunus   | 2 év, $1.175 millió                          |
| Trevor Ludwig     | 1 év, $525,000                               |
| Raymond Sawada    | 1 év, $575,000                               |
| Fabian Brunnström | 1 év, $675,000                               |
| Nicklas Grossmann | 2 év, $3.25 millió                           |
| James Neal        | 2 év, $5.75 millió                           |
| Matt Niskanen     | 2 év, $3 millió                              |
| Jack Campbell     | 3 év, $2.4 millió (alapszerződés)            |
| Matt Fraser       | 3 év, $1.68 millió (alapszerződés)           |
| Trevor Daley      | 6 év, $19.8 millió (szerződés hosszabbítás)  |
| Brenden Dillon    | 3 év, $2.23 millió (alapszerződés)           |
| Patrik Nemeth     | 3 év, $2.38 millió (alapszerződés)           |

## Draft
| Kör | #   | Játékos        | Poszt      | Nemzetiség                | Főiskola/Junior/Klub csapat (Liga)                  |
| --- | --- | -------------- | ---------- | ------------------------- | --------------------------------------------------- |
| 1   | 11  | Jack Campbell  | Kapus      | Amerikai Egyesült Államok | USA Hockey National Team Development Program (USHL) |
| 2   | 41  | Patrik Nemeth  | Védő       | Svédország                | AIK IF J20 (J20 SuperElit)                          |
| 3   | 77  | Alex Guptill   | Bal szélső | Kanada                    | Orangeville Crushers (CCHL)                         |
| 4   | 109 | Alex Theriau   | Védő       | Kanada                    | Everett Silvertips (WHL)                            |
| 5   | 131 | John Klingberg | Védő       | Svédország                | Frölunda HC Jr. (Svéd Jr.)                          |